# NGC 4302
NGC 4302 је спирална галаксија у сазвежђу Береникина коса која се налази на NGC листи објеката дубоког неба.
Деклинација објекта је + 14° 35' 54" а ректасцензија 12h 21m 42,2s. Привидна величина (магнитуда) објекта NGC 4302 износи 11,9 а фотографска магнитуда 12,6. Налази се на удаљености од 32,900 милиона парсека од Сунца. NGC 4302 је још познат и под ознакама UGC 7418, MCG 3-32-9, CGCG 99-27, VCC 497, KCPG 332B, PGC 39974.